# Liebstadt
Liebstadt là một thị xã ở huyện Sächsische Schweiz-Osterzgebirge, bang Sachsen, Đức. Đô thị Liebstadt có diện tích 37,41 km². Đô thị này có cự ly 12 km về phía tây nam của Pirna, và 23 km về phía đông nam trung tâm thành phố Dresden.